# Ulrich Rauscher
Ulrich Karl Paul Rauscher (ur. 26 czerwca 1884 w Stuttgarcie, zm. 18 grudnia 1930 w St. Blasien) – niemiecki prawnik, dziennikarz i dyplomata. Poseł Niemiec w Polsce (1922-1930).
W 1908 ukończył prawo, po studiach w Monachium, Strasburgu, Heidelbergu i Oksfordzie. Pracował następnie jako korespondent liberalnej Frankurter Zeitung w Strasburgu i Berlinie. Pisywał do Die Schaubühne (późniejsze Die Weltbühne). W czasie I wojny światowej w latach 1914–1916 w Urzędzie Prasy Wojennej (niem. Kriegspresseamt) i wydziale politycznym Generalnego Gubernatorstwa Belgijskiego w Brukseli. W latach 1917/18 artylerzysta na froncie zachodnim, od lipca 1918 ponownie dziennikarz w Berlinie.
Po rewolucji listopadowej i zakończeniu wojny wstąpił do Socjaldemokratycznej Partii Niemiec (SPD). Od 18 listopada 1918 osobisty sekretarz Philippa Scheidemanna, od 4 stycznia 1919 szef biura prasowego rządu Niemiec, od 18 sierpnia 1919 kierował centralą wydziału prasowego rządu i Auswärtiges Amt. 13 marca 1920 pierwszy wezwał publicznie do strajku powszechnego przeciwko monarchistycznemu puczowi Kappa-Lüttwitza, zostało to dopiero później potwierdzone przez prezydenta Friedricha Eberta i ministrów SPD w rządzie Rzeszy.
W lipcu 1920 urlopowany, od stycznia 1921 w poselstwie niemieckim w Demokratycznej Republice Gruzji, był w marcu 1921 świadkiem inwazji Armii Czerwonej na ten kraj. W kwietniu 1922 mianowany posłem Niemiec w Polsce, którym pozostawał do śmierci. W okresie swej misji w Warszawie uznawany powszechnie za polonofila – krytykował treści antypolskie, opowiadał się za dobrymi relacjami niemiecko-polskimi, dążąc jednocześnie do pokojowej rewizji granicy polsko-niemieckiej. Głównym jego zadaniem i osiągnięciem było wynegocjowanie niemiecko-polskiego traktatu handlowego. W okresie misji warszawskiej był uważany za zaufanego współpracownika Gustava Stresemanna, pozostając jego łącznikiem z prezydentem Rzeszy Ebertem.
Zmarł po nagłej, krótkiej chorobie.